# Voulangis
Voulangis település Franciaországban, Seine-et-Marne megyében. Lakosainak száma 1504 fő (2022. január 1.). Voulangis Crécy-la-Chapelle, Tigeaux, Villeneuve-le-Comte és Villiers-sur-Morin községekkel határos.

## Népesség
A település népessége az elmúlt években az alábbi módon változott:
| Lakosok száma | 1541 | 1532 | 1558 | 1522 | 1508 | 1494 | 1490 | 1499 | 1504 |
|               | 2013 | 2015 | 2016 | 2017 | 2018 | 2019 | 2020 | 2021 | 2022 |